# اولکساندر ماکسیموف
اولکساندر ماکسیموف (اوکراینی: Олександр Олександрович Максимов؛ زادهٔ ۱۳ فوریهٔ ۱۹۸۵) بازیکن فوتبال اهل اوکراین است.
از باشگاه‌هایی که در آن بازی کرده‌است می‌توان به باشگاه فوتبال کریفباس کریفیی ریه، باشگاه فوتبال متالورگ زاپروژیا، باشگاه فوتبال دنیپرو، باشگاه فوتبال آرسنال کی‌یف، باشگاه فوتبال تورپیدو-بلاز ژودزینا، و باشگاه فوتبال متالیست خارکوف اشاره کرد.
وی همچنین در تیم‌های ملی فوتبال Ukraine national under-16 football team, Ukraine national under-17 football team، زیر ۲۱ سال اوکراین، و اوکراین بازی کرده‌است.